# Pirates of the Burning Sea
 (avril 2019).
Si vous disposez d'ouvrages ou d'articles de référence ou si vous connaissez des sites web de qualité traitant du thème abordé ici, merci de compléter l'article en donnant les références utiles à sa vérifiabilité et en les liant à la section « Notes et références ».
Pirates of the Burning Sea (ou PotBS) est un jeu de rôle en ligne massivement multijoueur (MMORPG) précédemment développé par Flying Lab Software et Portalus Games, et actuellement soutenu par Vision Online Games. Le jeu se déroule dans les Caraïbes XVIIIeme siècle et combine batailles de navires tactiques et des combats terrestres avec une économie axée sur les joueurs et un gameplay ouvert. Dans le jeu, les joueurs peuvent choisir parmi 4 nations; Grande-Bretagne, Espagne, France et le génériquement nommé 'Pirates'.
Le 31 août 2018, il a été annoncé que Portalus Games fermerait ses portes et que le jeu serait mis hors ligne le 30 septembre, un mois plus tard. Cependant, le 22 janvier 2019, il a été révélé que Vision Online Games s'était manifestée et qu'elle prendrait en charge l'exploitation du jeu, en plus de soutenir un développement et une publicité accrus.

## Système de jeu

### Carrières
Les joueurs peuvent choisir entre plusieurs professions pour leurs avatars quand ils commencent le jeu. La professions détermine les capacités et les caractéristiques qu'il accumulera en tant que capitaine. Le joueur recevra un point pour la professions de son avatar à tous les niveaux gagnés. Ces points peuvent être dépensés de différentes façons en fonction de la profession que le joueur a choisie. Une fois qu'une profession est choisie, elle ne peut pas être changée.
Il y a un total de 45 compétences pour chaque carrière. Les arbres de compétences sont composés de 9 chaînes de compétences, chacune de ces neuf chaînes de compétences sont composées de cinq compétences. Un joueur sera en mesure d'atteindre la fin d'une seule chaîne de compétences au rang 15, et le joueurs est considéré comme quelque peu égal à un rang 50 dans cette chaîne de compétences une fois qu'elle est fini.
Les différentes carrières pour les nationaux (britannique, espagnol, Français) sont :
Officier de marine - Se concentre sur la défense, les fonctions d'escorte, et le combat direct, large-à-large. Les officiers de marine ont accès à de puissants navires de la ligne.
Corsaire - Se concentre sur l'utilisation des avantages des petits navires pour déjouer les adversaires. Les corsaires ont un avantage dans le combat d'embarquement et peuvent apprendre une compétence qui leur permet d'utiliser les zones Pirate JcJ.
Marchant - Se concentre sur le commerce, la production et l'économie. Ils ont la capacité d'échapper efficacement aux adversaires au combat. Freetraders peut acquérir des compétences qui augmentent leur capacité à recueillir des ressources et de produire des biens.
Les différentes carrières pour les pirates sont:
Assassin - Capacité tout autour, y compris la capacité spéciale de prendre le commandement des navires vaincus. Ces navires n'ont qu'un seul point de durabilité. Si un Pirate prend le commandement d'un navire de classe spécifique, il sera automatiquement signalé pour JcJ. Avant la version 1.4 cette carrière a été appelé juste "Pirate" et a été la seule carrière disponible pour la faction "Pirate".
Boucanier - Carrière plus avancée avec plus dans les compétences de type moment. Le commandement orienté "pirate", peut utiliser et collecter des actions de navires capturés et peut donner des bonus aux navires alliés.

### Personnages
Les joueurs de Pirates of the Burning Sea peuvent créer jusqu'à six personnage par serveur pour se représenter dans le jeu. Chacun d'eux sera capitaine de leur propre navire et se battre soit pour une nation de leur choix ou comme un pirate (voir ci-dessus). Le personnage se développera en gagnant des rangs (l'équivalent de niveaux dans d'autres MMO). Le joueur peut ainsi débloquer de nouvelles fonctionnalités, telles que les capacités de combat, et sera surtout en mesure de devenir capitaine de navires plus grands et de meilleure qualité. Le rang maximum qu'un joueur peut atteindre est le rang 50.
Lorsque le personnage est créé pour la première fois, le joueur choisit une faction à rejoindre. Cela peut être n'importe lequel de la Grande-Bretagne, la France, l'Espagne ou les Pirates, connu sous le nom des Frères de la Côte. Les Néerlandais sont également montrés tout au long du jeu, mais ne sont pas jouables. Chacune des quatre factions a des ports de départ différents, et donc l'accès à des ressources différentes au début du jeu..
Après qu'un joueur a choisi une nation, ils peuvent personnaliser le personnage, sélectionnant parmi une série de pièces de costume. L'apparence du personnage peut être changée librement dans le jeu, et des sélections supplémentaires de pièces de costume peuvent être gagnées ou achetées dans le jeu.

### Navires
En l'état, il y a environ 55 navires dans le jeu, dans le but d'ajouter plus au fil du temps. Quel navire le joueur choisit de naviguer affectera à la fois ses capacités de combat et ses capacités économiques. La plupart de ces navires ont été créés par l'utilisateur (voir personnalisation ci-dessous).
En règle générale, plus le navire est grand, moins il est maniable. Cela signifie que même si un navire est plus grand et a des canons de plus en plus lourds, il ne sera pas nécessairement le meilleur choix. En raison de la façon dont le combat fonctionne, la vitesse et la maniabilité des navires ont un grand effet sur le combat. Les petits navires, en particulier dans les grands groupes, seront dans de nombreux cas en mesure de battre les grands navires uniquement à cause de leur maniabilité et de leur vitesse.
Les navires de différentes tailles ont également différentes tailles de soute. Ceci est particulièrement important pour les marchant (plus le joueur peut apporter de fret d'un port à l'autre, plus ils seront en mesure de gagner sur un seul voyage). Les navires marchands sont généralement moins armés que les navires de guerre, mais ont plus d'espace de chargement.
Un joueur est autorisé à avoir jusqu'à 5 navires à différents ports à tout moment, et peut enregistrer jusqu'à 100 navires supplémentaires dans le stockage à la capitale de leur nation. Bien qu'un seul puisse être utilisé pour naviguer, les autres peuvent être amarrés dans le port, équipés et prêts pour l'action. Le joueur pourra également se transférer directement d'un navire amarré à un autre. Cela signifie que le joueur aura un accès facile à l'un de ses navires, peu importe à quelle distance ils sont.

#### Durabilité
Dans Pirates of the Burning Sea, chaque navire a une quantité fixe de points de durabilité. Lorsqu'un navire est coulé ou vaincu, il perd un point de durabilité. S'il perd son dernier point, il est considéré comme détruit et perdu. De cette façon, les joueurs voudront garder autant de points de durabilité que possible, parce que la durabilité est directement égale à la valeur du navire. Les navires capturés par les pirates n'ont qu'un seul point de durabilité.
Afin de maintenir les plus grands navires en demande et afin de les rendre plus chers et précieux les navires de niveau supérieur auront beaucoup moins de points de durabilité que les navires plus petits et consommables. Cela garantit que les navires de haut niveau seront risqués à mettre au combat, et les joueurs réfléchiront à deux fois avant de sacrifier leur navire.
Le patch 1.5 a ajouté un système d'assurance qui rembourse 90% de la valeur de construction des navires (pas le prix réel payé par le joueur) sur la perte de tous les points de durabilité. Cela a été mis en œuvre pour diverses raisons, qui comprenait les joueurs nationaux n'étant pas disposés à se battre contre les joueurs pirate.
Les joueurs pirates capturent gratuitement les navires de haut niveau.

#### Types de munitions
Différents types de munitions sont disponibles pour une utilisation, et peuvent être fabriqués, achetés ou, mis à disposition comme une récompense de quête. Le plus souvent, 11 types différents de coups de canon sont disponibles, et cela peut être subdivisé en 3 catégories distinctes:
Tir rond (principalement endommage l'armure, la structure et les canons ennemis) - tir rond de base (les munitions par défaut disponibles en quantité infinie pour tous les canons sur tous les navires quand aucun autre type de tir n'est chargé), tir en pierre, tir rond lourd, tir rond en bronze, tir rond explosif
Tir antipersonnel (principalement endommage l'équipage) - grapeshot, canister shot, langridge (coup de boîte improvisé)
Tir de démantèlement (principalement des dommages gréement) - coup de barre, tir à la chaîne, tir d'étoile

#### Navires, voiles et drapeaux créés par l'utilisateur
Une des caractéristiques uniques de Pirates of the Burning Sea est le système en place pour les joueurs de créer et de soumettre des navires, voiles (emblèmes) et des drapeaux. Si le navire, la voile ou le drapeau passe un système d'approbation assez rigoureux, il est mis en œuvre dans le jeu pour quiconque d'utiliser. Certains navires créés par l'utilisateur, voiles et drapeaux étaient dans le jeu au lancement, et d'autres ajouts continuent.

### Sociétés
Dans Pirates of the Burning Sea, les joueurs peuvent former des groupes connus sous le nom de Sociétés. Ceux-ci fonctionnent un peu comme les guildes dans d'autres MMO, et disposent de plusieurs outils qui peuvent être utilisés pour la communication entre ses membres. Les joueurs peuvent rejoindre une société avec des membres de leur nation.
Les avantages d'une société sont purement sous la forme d'une communauté. Les joueurs d'une société s'entraident et peuvent être en mesure d'atteindre des objectifs qui sont plus difficiles, voire impossibles, seuls. Un bon exemple de cela est l'économie (voir ci-dessous). Ici, travailler avec d'autres joueurs peut enregistrer de nombreux doublons en production que le joueur ne sera pas dépendant de la production de tiers.

### Économie
L'économie de PotBS est un système axé sur les joueurs et axé sur la production. Cela signifie que tout est fait par les joueurs, mais pas par les avatars eux-mêmes.
Les joueurs gèrent des parcelles de n'importe quoi, des scieries aux chantiers navals afin de produire des marchandises qui peuvent être vendues à d'autres joueurs ou être utilisées par le producteur lui-même. Les bâtiments économiseront alors des heures, en temps réel, qui peuvent être utilisées pour la production. Ils seront sauvegardés même lorsque le joueur ne joue pas, mais seulement jusqu'à un maximum de 72 heures. Chaque compte est limité à 10 parcelles par serveur.
Beaucoup de choses qu'un joueur peut produire exigent plusieurs étapes dans leur production. Les navires, par exemple, sont faits de coques de navires, qui sont faites de planches, qui sont coupées à partir d'arbres. En plus de cela, la coque du navire a besoin de clous, qui sont fabriqués à partir de fer, qui est raffiné à partir de minerai de fer. Le navire, ainsi que la coque du navire, a également besoin de mâts, canons, plusieurs centaines de mètres de corde, et ainsi de suite.
Bien qu'il n'y ait aucune obligation de participer au système économique, les avantages de le faire sont importants. L'économie est également directement liée au système de contention portuaire, car qui contrôle un port peut contrôler l'accès aux ressources disponibles uniquement dans ce port.

## Développement
Pirates of the Burning Sea est en développement depuis 2002. Au cours des premières années de développement, Flying Lab Software s'est rendu compte que ce projet nécessitait plus d'attention que prévu. Peu à peu, non seulement ils ont plus que doublé leur personnel, mais ont également mis un MMO intitulé Delta Green (basé sur le jeu de rôle du même nom), en attente. Les tests bêta ont commencé le 14 décembre 2005 et se sont poursuivis jusqu'au 1er janvier 2008.
La pré-version a commencé le 7 janvier 2008 pour les joueurs qui ont acheté la pré-commande. La date de sortie au détail était le 22 janvier 2008. Le jeu était autrefois basé sur l'abonnement, mais est passé à un modèle freemium à plusieurs niveaux sur Novembre 22, 2010. L'accès a également été inclus dans le Pass d'accès à la gare de Sony Online Entertainment. [7]
En avril 2008, des transferts ponctuels de serveurs ont été ajoutés avec l'annonce que la liste des serveurs d'origine était réduite à quatre, dans le but d'augmenter les populations de serveurs. En novembre 2008, sept serveurs ont été fermés. En mars 2009, les six serveurs actifs dans le monde entier qui sont disponibles pour la création de nouveaux joueurs et les transferts sont Antigua (Amérique du Nord/Monde), Barbe Noire (Amérique du Nord/Monde), Rackham (Amérique du Nord/Monde), Defiant (Australie), Caraïbes (Russie) et Roberts (Europe). Le 5 mars 2010, les serveurs ont été condensés en deux : Roberts et Antigua.
En Décembre 2012, Sony Online Entertainment a annoncé que Pirates de la mer brûlante a été abandonné de leurs offres en ligne. D'anciens membres du développeur de jeux Flying Lab Software ont formé Portalus Games pour diriger le jeu et l'héberger. Portalus dirige le jeu depuis février 2013. [9]
Le 31 août 2018, Portalus Games a annoncé qu'ils fermaient et qu'ils cesseraient donc d'exploiter le jeu le 30 septembre. Ils ont attribué cette décision au dernier programmeur restant du jeu quittant l'entreprise. [10] Cependant, dans la même annonce, les développeurs ont également noté qu'ils étaient ouverts à un autre opérateur de prendre le contrôle du jeu, déclarant: «J'ai un accord de principe ... à une entité commerciale acceptable capable d'exploiter le jeu si l'on peut être trouvé.
Après une période de disponibilité continue grâce aux « contributions des joueurs et de la direction »,[11] le 22 janvier 2019, il a été annoncé que Vision Online Games prendrait en charge l'exploitation du jeu et soutiendrait le développement et la publicité. [1]
Le 11 octobre 2020 les nouveaux site web est sorti qu'en Anglais les versions des autres langue et prevue pour plus tard.
Le 1er janvier 2021 la première version du jeu par vision et sorti qui passe le code qui date de 2005 a un code qui est sous visual studio 2019.

## Musique
Plus de deux heures de musique originale ont été composées pour Pirates of the Burning Sea par Adam Gubman et Jeff Kurtenacker. Alors que de nombreux musiciens live ont joué sur la bande sonore, la majorité de la musique a été composée numériquement. Une bande son officielle a été publiée en tant qu'élément promotionnel pendant la période de pré-commande. Il n'y a plus de copies en circulation. Cependant, deux albums de bande sonore complètes sont actuellement disponibles à l'achat sur iTunes.